# Внешняя политика Перу
Внешняя политика Перу — это общий курс Перу в международных делах. Внешняя политика регулирует отношения Перу с другими государствами. Реализацией этой политики занимается Министерство иностранных дел Перу.

## История
В 1960-е годы националистические силы стали доминировать в политической системе Перу, что сопровождалось заметными изменениями во внешних отношениях. Президент Перу Хуан Веласко Альварадо стремился увеличить влияние страны на международной арене и дистанцироваться от Соединённых Штатов Америки. В течение 1970-х годов военное правительство Перу руководствовалось принципами Движения неприсоединения. Были расширены контакты с коммунистическими странами, Западной Европой и Азией. Также было уделено много внимания развитию отношений с другими государствами Латинской Америки.
У Перу с соседними государствами сложились непростые отношения. Перу и Эквадор трижды находились в состоянии вооружённого конфликта. Причиной войн стал спор между Перу и Эквадором за обладание территориями, большая часть которых лежала в бассейне Амазонки между горной цепью Анд и рекой Мараньон. С 1941 по 1942 год длилась первая Перуано-эквадорская война, победу в которой одержали войска Перу. В 1981 году началась вторая война, в ходе которой перуанцы отбили наступление Эквадора на спорные территории. В 1995 году состоялась третья война, окончившаяся ничьей. Окончательный мирный договор между странами был подписан 26 октября 1998 года. Аргентино-перуанские отношения серьезно пострадали из-за того, что Аргентина поддержала Эквадор в этом конфликте. 
У Перу установились достаточно напряжённые отношения со своим южным соседом Чили. Боливийско-перуанские отношения отличаются нестабильностью, хотя в последние годы Перу оказывает помощь Боливии, в том числе предоставила беспрепятственный проход к порту на своей территории, что важно для не имеющей выхода к морю Боливии. С Колумбией и Бразилией у Перу сложились хорошие отношения, страны сотрудничают не только в экономической сфере, а также в борьбе с незаконной торговлей наркотиками.
Перу объединяет с Японией большое количество японских эмигрантов и их потомков, проживающих в этой латиноамериканской стране. Страна сотрудничает с Израилем, также налажены широкие контакты с Мексикой.